# Bad Dürrnberg
Bad Dürrnberg (fino al 1981 Dürrnberg) è una frazione di 746 abitanti della città austriaca di Hallein, nel distretto di Hallein nel Salisburghese. Già comune autonomo, nel 1938 è stato accorpato a Hallen, costituendone il comune catastale di "Dürrnberg".

## Geografia fisica
La località si trova in zona pedemontana, alle pendici del complesso montuoso dell'Obersalzberg e non lontana dalle rive del fiume Salzach. Da Hallein dista circa 4 km, 20 da Salisburgo e 12 da Berchtesgaden, in Baviera (Germania). È una località di frontiera con la repubblica tedesca e il confine stradale (privo di dogana per via degli accordi di Schengen) la collega con l'attigua frazione di Oberau, nel comune di Berchtesgaden.

## Storia
La storia del territorio di Bad Dürrnberg è strettamente correlata alla presenza del sale nelle sue montagne. Già usato come stanziamento per cacciatori nomadi nel III millennio a.C., fu interessato da stanziamenti di Celti attorno al 600 a.C., vista la ricchezza che il commercio di sale avrebbe procurato. Il commercio e l'estrazione continuarono sotto l'Impero romano a partire dal I secolo a.C.
Le prime notizie sulla fondazione della località risalgono al XVII-XVIII secolo, quando si sviluppò come centro minerario.

## Economia

### Turismo
La località è famosa per le miniere di sale di Dürrnberg (Salzwelten Salzburg), situate al centro del paese, oggi meta turistica con un discreto richiamo e simili a quelle di Hallstatt e Altaussee.